# Олімпійський стадіон (Атауальпа)
«Естадіо Олімпіко Атауальпа» (ісп. Estadio Olímpico Atahualpa) — багатофункціональний національний стадіон в Кіто, Еквадор, головна спортивна арена Еквадору.

## Загальний опис
Стадіон побудований та відкритий 1951 року на висоті 2782 м над рівнем моря. У 1973 та 1977 роках арена реконструювалася. 2012 року стадіон був розширений та реконструйований за двома проектами, в результаті чого було встановлено місткість 38 500 глядачів, модернізовано контрольний пункт, інформаційне табло та підтрибунні приміщення. Після повної реалізації проекту з розширення арени в рамках підготовки до Кубка Америки з футболу 2023 року, матчі якого арена прийматиме, планується досягти місткості 50 000 глядачів.
Арені присвоєно ім'я останнього імператора Тауантінсую Сапа Інка Атауальпи. Стадіон носив назву «Естадіо Ель Батан» на честь гірського масиву Ель Батан, де арена і розташована.
Стадіон є домашньою ареною для збірної Еквадору з футболу та місцевих футбольних клубів «Депортіво Ель Насьйональ», «Сосьєдад Депортіво Кіто», «Універсідад Католіка», «Депортіво Амеріка», «ЕСПОЛІ», а також місцем проведення різного роду спортивних змагань та політичних і культурних заходів. 
Арена приймала матчі в рамках Кубка Америки з футболу 1975 року, Кубка Америки з футболу 1979 року, Кубка Америки з футболу 1983 року, Кубка Америки з футболу 1993 року, а також матчі національного та регіональних чемпіонатів. Після чергової реконструкції та розширення стадіон прийматиме матчі в рамках Кубка Америки з футболу 2023 року.